# Heteralex microneata
Heteralex microneata är en fjärilsart som beskrevs av Walker 1862. Heteralex microneata ingår i släktet Heteralex och familjen mätare. Inga underarter finns listade i Catalogue of Life.